# Abatia (plant)
Abatia is een geslacht van planten uit de wilgenfamilie (Salicaceae). De soorten komen voor van Mexico tot in Noord-Argentinië.

## Soorten
- Abatia americana (Gardner) Eichler
- Abatia angeliana M.H.Alford
- Abatia canescens Sleumer
- Abatia glabra Sleumer
- Abatia mantiqueirensis Nepom.
- Abatia mexicana Standl.
- Abatia microphylla Taub.
- Abatia parviflora Ruiz & Pav.
- Abatia rugosa Ruiz & Pav.
- Abatia spicata (Turcz.) Sleumer
- Abatia stellata Lillo

... · 
Azara · 
Banara · 
Casearia · 
Dovyalis · 
Flacourtia · 
Populus (Populier) · 
Salix (Wilg) · 
Xylosma · 
...